# Мухамедьяров, Хай
Хай Мухамедьяров (настоящее полное имя — Мухамедьяров Хай Габдрафикович, баш. Мөхәмәдйәров Хәй Ғабдрафиҡ улы; 1911 — 1942) — башкирский поэт и журналист.

## Биография
М. Хай (Хай Габдрафикович Мухамедьяров) родился в д. Кунакбаево Кунашакского района Челябинской области. Рано осиротел.
В 1928—1929 гг. был заведующим бюро по пионерской работе в Аргаяшском кантоне Башкирской АССР.
В 1929 году становится первым редактором республиканской газеты «Молодой строитель» («Йәш төҙөүсе», ныне называется — «Йэншишмэ»).
С 1931 года работал редактором, заместителя редактора газет «Ленинсы» (ныне «Йэшлек»), «Йэш коммунар».
В 1933—1937 годах учился на факультете языка и литературы Башкирского государственного педагогического института им. Тимирязева (ныне Уфимский университет науки и технологий).
После его окончания, в 1938-1940 гг. работал научным сотрудником Института языка и литературы им. М.Гафури.
В 1941—1942 гг. участвовал в Великой Отечественной войне. Погиб на Южном фронте в 1942 году. По данным родственников, погиб в боях под Москвой, недалеко от города Верея.

## Творческая деятельность
Мне умирать не хочется, друзья,

На середине песни недопетой.

На середине песни жизнь моя,

Пылают впереди мои рассветы.

Известно: смерть намного тяжелей,

Когда твоя работа душу греет.

Пускай плоды тяжелые созреют

В густом саду поэзии моей.

Я нахожусь у жизненных начал

И жизнь еще достойно не воспета,

Еще бумага под пером поэта

Бела и вдохновенно горяча!

Не середине песни недопетой

Не подступи ко мне, мой смертный час!
М.Хай начал печататься с середины 1920-х годов. В 1931 году вышел его первый сборник стихов «В пути» («Барышта»). В 1934 году стал членом союза писателей Башкирской АССР.
Автор поэм «Второе рождение», «Начало большой жизни», философских сонетов, антифашистских стихотворений. До войны выпустил шесть поэтических сборников. М.Хай внёс весомый вклад в развитие философской лирики.
Первым среди башкирских поэтов Мухамедьяров освоил жанровую форму — сонеты, наиболее известны циклы сонетов «Зрелость» («Өлгөрөү») и «Уфимские мотивы» («Өфө мотивтары»).
В 1940 году работал над либретто оперы «Хакмар» («Һаҡмар») по пьесе С.Мифтахова.